# Lege artis (lékařství)
Pojem lege artis (lat.) vznikl zkrácením z de lege artis medicinae (lat.), tedy podle pravidel umění lékařského. V současnosti je v ČR vykládán jako takový preventivní, diagnostický nebo terapeutický postup, který odpovídá nejvyššímu dosaženému vědeckému poznání. V právnické literatuře pojem lege artis není definován a ani ho právo výslovně nepoužívá. V zahraniční odborné literatuře a klinické praxi se tento pojem až na výjimky (Slovensko, Maďarsko) také neužívá, ale pracuje se s odlišnými pojmy Best Practices, Best Guidelines, Léčebné standardy a Klinický postup atp. s poněkud jiným významem. České právo pouze obecně definuje práva pacienta, kvalitu služeb (péči), povinnosti lékaře a v užším slova smyslu péče léčebný přípravek.

## Právní vymezení
Podle některých zdrojů jde pouze o slangový výraz právníků bez skutečného významu. Lege artis není přímo právně definováno ani vymezeno a právní úprava užívá jiných pojmů. Úmluva o lidských právech a biomedicíně (96/2001 Sb. mezinárodních smluv) v článku 4 prohlašuje, že zákrok v oblasti péče o zdraví, včetně vědeckého výzkumu je nutno provádět v souladu s příslušnými profesními povinnostmi a standardy. Podle ustanovení § 28 odst. 2 zákona č. 372/2011 Sb., o zdravotních službách a podmínkách jejich poskytování, má pacient právo na poskytování zdravotních služeb na náležité odborné úrovni. Tou se pak ve smyslu ustanovení § 4 odst. 5 uvedeného zákona míní „poskytování zdravotních služeb podle pravidel vědy a uznávaných medicínských postupů, při respektování individuality pacienta, s ohledem na konkrétní podmínky a objektivní možnosti“. V již neplatném ustanovení § 11 odst. 1 zákona č. 20/1966 Sb., o péči o zdraví lidu považovala na zdravotní péči, aby byla v souladu se současnými dostupnými poznatky lékařské vědy,. Etický kodex ČLK stanoví, že lékař volí a provádí ty preventivní, diagnostické a léčebné úkony, které odpovídají současnému stavu lékařské vědy a které pro nemocného považuje za nejvýhodnější. Přitom je povinen respektovat v co největší možné míře vůli nemocného (nebo jeho zákonného zástupce).
Tyto texty bývají interpretovány tak, že aby mohl být lékařský preventivní, diagnostický nebo terapeutický postup uznán jako postup lege artis, musí splňovat alespoň dvě následující kritéria:
- je odborně medicínsky uznávaný (tedy ověřený nebo osvědčený) postup, jehož účinnost, resp. účelnost a důvodnost se všeobecně, nebo alespoň převážně, přijímá
- je v souladu s aktuálním stavem vědy, s dosaženou nejvyšší úrovní teoretických a praktických poznatků v oblasti poskytování zdravotní péče

Nepodaří-li se výslechem znalců či zástupců znaleckých ústavů nesrovnalosti ve znaleckých posudcích odstranit, pak by v trestním řízení soudy měly ctít zásadu presumpce neviny a zásadu in dubio pro reo.

## Určení postupulege artis
Soudy pojem lege artis přímo nevykladají, vykládají pouze pojmy v příslušných zákonech. Opačný názor zde.
Otázka, co je uznávaný postup nebo aktuální stav vědy není z důvodu neustálého vývoje poznání záměrně právně specifikována, proto není ani jednoznačně právně určeno, jaký konkrétní postup je v konkrétní situaci lege artis. Podle poměrně běžného konsenzu je nutné pro uznání lege artis buď obecné uznání postupu odbornou veřejností, nebo podání důkazu účinnosti. Absence důkazu neúčinnosti není sama o sobě dostatečným důkazem účinnosti, jednalo by se totiž o klam ad ignorantiam.
Široce uznávaným postupem v medicíně je Evidence-based medicine (medicína založená na důkazech, EBM), kterou lze definovat jako "vědomé, zřetelné a soudné používání nejlepších současných důkazů při rozhodování o péči o jednotlivé pacienty". Protože postup podle pravidel medicíny založené na důkazech je jistě postupem jak s dokázanou účinností, jde o postup lege artis. Opačné tvrzení neplatí, neboť podle např. může být lege artis i takový postup, který je uznávaný odborníky, ale který nemá dostatečné důkazy účinnosti podle pravidel medicíny založené na důkazech. Doporučení odborných společností sama o sobě nemají právní váhu, konečné rozhodnutí o volbě vhodného postupu je na lékaři. V případě komplikací diagnostického nebo terapeutického postupu však mohou být doporučení odborných společností použita u soudu jako důkaz.

## Non lege artis
Jakýkoliv postup, který nesplňuje pravidla pro označení lege artis, je postup non lege artis. Tak jako není jednoznačně právně definován postup lege artis, nemůže být definován ani postup non lege artis, který je vlastně opakem postupu lege artis. Ve zcela jasných případech postačuje stanovisko Ministerstva zdravotnictví, samo stanovisko odborných společností sice nemá váhu právního předpisu, nicméně protože jsou stanoviska obvykle postavena na principech Evidence Based Medicine, je případná argumentace po vykonání výkonu v rozporu s takovým doporučením obtížná. Pokud existuje několik škol nebo podložených názorů, není preference kterékoliv z nich postupem non lege artis.
V medicínské praxi se používá označení non lege artis nejen v situaci, kdy jde o postupy neověřené, ale i v situaci, kdy jde např. o postupy zastaralé, méně účinné nebo dokonce nebezpečné.
Za non lege artis se považuje např. homeopatie.
Homeopatika jsou přesto povolena jako registrované léčivo v zákoně o léčivech a vztahuje se na ně i jednodušší registrační postup, kdy se neověřuje účinnost (která se nepředpokládá), ale pouze bezpečnost.

### Kontroverzenon lege artis
V některých situacích může být označení nějakého postupu jako non lege artis kontroverzní. Mezi takové postupy patří např. porody v domácnosti

### Výjimky znon lege artis
Postup, který by byl jinak jednoznačně non lege artis nemusí být protiprávní, pokud je použit v několika specifických situacích.

#### Výzkum
Při výzkumu je zkoušen preventivní, diagnostický nebo terapeutický postup, který obvykle není široce přijímán odbornou veřejností, důkazy pro účinnost se teprve hledají a proto by se jednalo o postup non lege artis. Za splněné podmínek daných zejména Úmluvou o lidských právech a biomedicíně však jde o postup lege artis.

#### Krajní nouze
V krajní nouzi jde obvykle o situaci, kdy dvě právní normy vydávají protichůdné pokyny. Lékařovou povinností je odvrátit riziko pro pacienta i za cenu, že bude postupovat non lege artis.

#### Souhlas pacienta
Za non lege artis je pokládán jakýkoliv výkon, pokud s ním pacient nesouhlasí, tedy pokud nevyjádří informovaný souhlas. Výjimkou je situace krajní nouze, kdy nelze souhlas pacienta vyžádat.

#### Přání pacienta
Přání pacienta je podmínkou nutnou k tomu, aby byl daný výkon lege artis. Ani souhlas pacienta však lékaře neopravňuje k provedení výkonu, který je za daných okolností non lege artis.